# Sto tysięcy miliardów wierszy
Sto tysięcy miliardów wierszy (org. Cent mille milliards de poèmes) – eksperymentalny tom poetycki Raymonda Queneau, łączący literaturę i kombinatorykę, opublikowany we Francji w 1961 roku. Tomik składa się z dziesięciu sonetów, pozbawionych przerzutni i zawierających te same rymy. Każdy wiersz umieszczony jest na kartce pociętej na czternaście poziomych pasków, zawierających pojedyncze wersy. Dzięki takiemu układowi tekstu czytelnik może dowolnie manewrować fragmentami utworów Queneau, uzyskując w ten sposób za każdym razem inny, własny sonet. Queneau obliczył, że można w ten sposób uzyskać sto tysięcy miliardów różnych sonetów, a przeczytanie wszystkich możliwych kombinacji zajęłoby w sumie niecałe 200 milionów lat (zakładając, że ułożenie pasków zajmuje 15 sekund, przeczytanie jednego utworu 45 sekund, a czytelnik poświęca na lekturę tomu całą dobę). Inspiracji do stworzenia tak skomponowanego tomu dostarczyła autorowi książeczka dla dzieci pt. Têtes folles (lub Têtes de Rechange), w której na każdej, pociętej na poziome paski stronie, znajduje się inna postać; czytelnik może tworzyć dowolne postacie, manewrując paskami.

## Przekłady
- Język polski – dwa miesiące po wydaniu oryginału trzy sonety ze zbioru ukazały się w czasopiśmie "Przekrój". Tłumaczenie podpisane było pseudonimem H. Olekinaz. Pod tym nazwiskiem kryła się prawdopodobnie Wanda Błońska lub Ludwik Jerzy Kern. W 2008 nakładem wydawnictwa Ha!art ukazał się cały tom w tłumaczeniu Jana Gondowicza.
- Język angielski – pierwszego przekładu tomu dokonał Stanley Chapman (pt. A Hundred Thousand Billion Poems). Chociaż tłumaczenie to zyskało aprobatę autora, to jednak zostało opublikowane dopiero w 1998 roku w antologii Oulipo Compendium (sonety nie były w tym wydaniu pocięte na paski, zrobieniem tego miał się zająć sam czytelnik). Wcześniej, w 1983 roku, opublikowano w 500 egzemplarzach przekład Johna Crombiego (pt. One Hundred Million Million Poems). Autorem trzeciego tłumaczenia na język angielski jest Beverley Charles Rowe;
- W 1994 roku opublikowano niemiecki przekład tomu, natomiast po szwedzku Sto tysięcy miliardów wierszy ukazało się w roku 1992.